# 高寒水韭
高寒水韭（学名：Isoetes hypsophila）为水韭科水韭属下的一个种。